# Opika von Méray Horváth
Opika von Méray Horváth (nota anche come Zsófia Méray-Horváth; Arad, 30 dicembre 1889 – Budapest, 25 aprile 1977) è stata una pattinatrice artistica su ghiaccio ungherese, tre volte campionessa del mondo nel singolo donne dal 1912 al 1914.
Ottenne il suo primo risultato di prestigio ai campionati mondiali di pattinaggio di figura del 1911 a Vienna, dove fu seconda dietro alla connazionale Lily Kronberger, che vinse in quell'occasione il suo quarto titolo mondiale consecutivo. La Kronberger si ritirò dalle competizioni al termine della stagione, e l'anno dopo Opika von Méray Horváth le successe nell'albo d'oro mondiale. Vinse poi le due edizioni successive dei mondiali, mantenendo la scuola ungherese ai vertici del pattinaggio femminile fino allo scoppio della prima guerra mondiale.
Il conflitto fece sospendere le competizioni internazionali, e di fatto mise fine alla carriera agonistica della campionessa ungherese.

## Palmarès
| Evento              | 1911 | 1912 | 1913 | 1914 |
| ------------------- | ---- | ---- | ---- | ---- |
| Campionati mondiali | 2°   | 1°   | 1°   | 1°   |